# シャルル・バルバルー

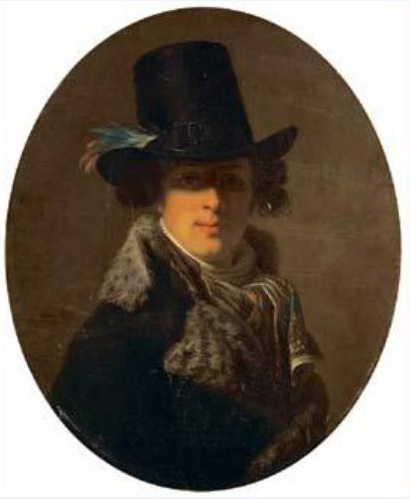
シャルル・バルバルーの肖像

シャルル・ジャン・マリー・バルバルー（Charles Jean Marie Barbaroux、1767年3月6日 - 1794年6月25日) はフランス革命期における政治家。ジロンド派の一人。一説にはジャン＝ポール・マラーの暗殺犯、シャルロット・コルデーと恋仲だったとされている人物。

## 生涯

### 生い立ち
1767年、マルセイユに豪商の息子として生まれる。父親がグアドループ島で亡くなった後、地方のオラトリオ修道会によって教育を受け、法学を学んだ。一方で、科学分野でも特に優れた能力を発揮し、数々の実験結果を学会に発表した。以前から物理学者として活動していたマラーを追ってパリへと出、そこで研究を続けてもいる。
弁護士としても成功を収め、1790年、マルセイユ市の書記官に任命される。フランス革命勃発後、三部会の開催されている頃に陳情書を提出するなどして活動を開始。1792年1月には立法議会議員に選出され、ブーシュ＝デュ＝ローヌ県の選挙管理委員長なども務めた。

### 8月10日事件での活躍
バルバルーはパリでもジャコバンクラブに所属し、そこでジロンド派の指導者であるブリッソーやロラン夫人と関わりを持った。もともと豪商の息子であった彼は、穏健共和派であるジロンド派の考えに共感し、彼らと行動を共にするようになる。共和派の思想に染まった彼は1792年、マルセイユの義勇兵を組織し、革命支援のために彼らを率いてパリに入城。この時初めて「ラ・マルセイエーズ」が歌われている。8月10日事件の際にテュイルリー宮殿を包囲した義勇兵たちも、彼の煽動に応えた者達であった。
王政が打倒されると、バルバルーはマルセイユに戻り、ここで英雄としての扱いを受ける。さらに彼はここでアヴィニョンでの王党派、及びジャコバン過激派の弾圧に協力した。そして国民公会が招集されると、議員に選出され再びパリへと戻った。9月5日には「フランスは永遠に王を擁かない」と宣言するなど、反国王の立場を鮮明にしている。

### 対ジャコバンの先鋒
彼は、初審議の日から自分自身をジャコバン派とは敵対する立場にあると考えており、ジロンド派議員との関わりをより深いものとした。そのため、独裁をもくろんでいるとしてロベスピエールを非難したり、かつての師であるマラーの裁判でも彼を積極的に攻撃している。またジャコバン派の支持基盤であるパリの蜂起コミューンを解体させようとするなど、バルバルーはやがて対ジャコバン闘争の先鋒としてその名を知られるようになる。
冬には、ダントンによるジロンド派と和解交渉を、ビュゾーと共に断固拒否している。また、穀物の最高価格法に反対し、ジャコバン派との対立はますます深まった。しかし1793年1月、国王ルイ16世の裁判において、バルバルーは国王死刑の執行猶予と、処刑の有無を国民投票にかける案に投票。反国王派だったこれまでの言動と一致しない態度が非難され、支持を失った。

### シャルロット・コルデーとの出会い

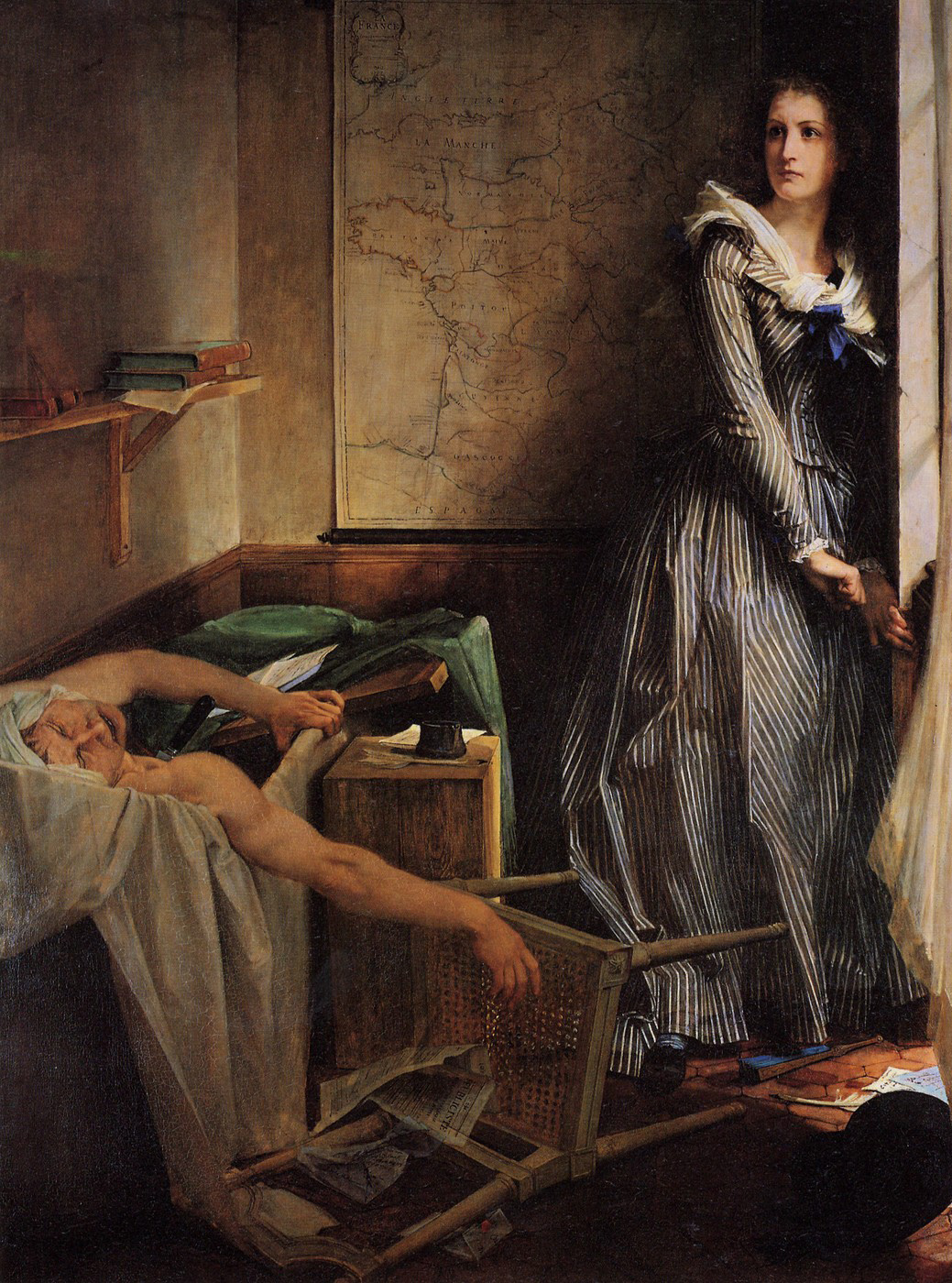
シャルロット･コルデーによるマラー暗殺（1793.07.13）ポール・ボードリー画

やがて、ジロンド派とジャコバン派の抗争が激化し、ジロンド派の逮捕が決定する。バルバルーは同じくジロンド派議員のビュゾーの故郷・カーンへの逃亡に成功し、そこで他の都市と連絡を取りつつ、ジロンド派の反乱を企画していた。このカーン市には、後にマラー暗殺の犯人となるシャルロット・コルデーが滞在しており、彼女はここでかねてより共鳴していたジロンド派議員達との交流を深めた。
シャルロットは特に、若く容姿の美しいバルバルーに魅かれたようだが、二人がお互いをどう思い、どの程度の付き合いまで進展したかについてははっきりしていない（下記参照）。しかしバルバルーが、彼女のためにパリの友人の議員デュ・ペレに紹介状を書いているのは事実であり、これが後に彼の運命に影響を及ぼすことになる。

### 逃亡と処刑
やがてパリへと向かったシャルロット・コルデーによってジャコバン派の大物・マラーが暗殺される。逮捕された彼女の近辺捜査から、バルバルーの紹介状やジロンド派議員の名が発見されると、マラー暗殺はジロンド派の陰謀であるという説が打ち立てられる。カーン市に滞在中のバルバルー達にも当然激しい追及の手が及び、彼らはフランス北西部をさすらう身となる。
やがて彼らは、ガデの妻の姉であるブーケ夫人の保護の下、ボルドーの近く、サン＝テミリオンに落ち延びる。バルバルーはここで『回想録』（1822年に彼の息子によって出版され、1866年に再編集された）を書いている。しかし1794年6月17日には「ロベスピエールの目」と呼ばれた公安委員会の使者、マルク・アントワーヌ・ジュリアンによって街は一斉捜査を受けてしまう。バルバルーらは逮捕を免れるが、自分達をかばってくれた街の人々に迷惑がかかることを恐れ、街を出る。行く当てもなく、誰からの保護もないバルバルーは、追っ手が近づくことを知ると拳銃で自殺を図るが、負傷しただけで死には至らなかった。やがて瀕死の状態のまま逮捕され、ギロチンにかけられて6月25日に処刑された。

## シャルロット・コルデーとの関係
彼女との関係については諸説ある。
恋人説
カーンで出合った二人が恋人の仲に発展したとする説。シャルロットが多くのジロンド派逃亡議員の中で、とりわけバルバルーを頼っているため、自然にも思える。シャルロットは処刑される直前、獄中でバルバルーに向けて手紙を書いてもいるので、可能性は否めない。
バルバルーによるシャルロット利用説
この恋人説の発展系として、シャルロットが反ジャコバンの先鋒であるバルバルーに唆されてジャコバン党員へのテロに及んだ、とする見方もあるが、これはジロンド派追及の口実を求めていたジャコバン派にとって都合のいい解釈であるともいえる。当時のパリではシャルロットに同情する意見が強く、民衆による拡大解釈である可能性も高い。
恋仲否定説
恋人関係ではなく、単純に保護を求めたシャルロットに、バルバルーが協力しただけであるという説。豪商の息子で、青春期をパリで過ごしたバルバルーにとって、シャルロットは無知な田舎娘でしかなかったとする説。人を見下す傾向のあったシャルロットが、バルバルーに心を開くことはなかったとする説等。
事実、バルバルーから紹介状を得た後、2人はあっさりと別れている。
シャルロットによるバルバルー利用説
元々英雄への憧れが強く、人を見下す節のあったシャルロットが、パリへ向かうための人脈を得るためバルバルーの人脈を利用したに過ぎないとする説。作家の藤本ひとみがエッセイ『天子と呼ばれた悪女』でこの説を上記の恋仲否定説と併わせて展開している。